# Kim Takhwan
Kim Takhwan (* 27. Oktober 1968 in Jinhae, Kyŏngsangnam-do) ist ein südkoreanischer Schriftsteller und Literaturkritiker.

## Leben
Kim Takhwan wurde am 27. Oktober 1968 in Jinhae, Provinz Süd-Kyŏngsang geboren. Er ist sowohl Schriftsteller als auch Literaturkritiker und nähert sich dem Schreiben aus dem Blickwinkel der Wissenschaft, was eine einzigartige Verbindung von Fiktion und früher koreanischer Literatur erzeugt, die auf seinen Fachkenntnissen der Klassiker basiert.
Fast alle seine Werke spielen in der mittleren bis späten Chosŏn-Zeit (1392–1910), einer Periode, in der feudale Strukturen noch immer unangefochten waren, obwohl bereits Forderungen laut wurden, auf die Moderne zu reagieren. Jedoch gibt sich Kim nicht mit einer einfachen Nachbildung von historischen Charakteren und Ereignissen zufrieden, sondern wünscht sich auch immer, dass seine Leser ein Gefühl von Kontinuität und beständiger Kommunikation zwischen der Vergangenheit und der Gegenwart in seinen Werken spüren.

## Arbeiten

### Koreanisch
- 불멸의 이순신 Der unsterbliche Yi Sun-sin (1998)
- 허균, 최후의 19일 Hŏ Kyun, seine letzten 19 Tage (1999)
- 독도 평전 Kritische Biographie von Tokdo (2001)
- 나, 황진이 Ich, Hwang Chin-i (2002)
- 서러워라, 잊혀진다는 것은 Es ist traurig vergessen zu werden (2002)
- 방각본 살인 사건 Der Panggakbon Mordfall (2003)
- 리심, 파리의 조선 궁녀 Yi Chin, eine koreanische Hofdame in Paris (2006)
- 눈먼 시계공 Der blinde Uhrmacher (2010)

### Verfilmungen
- 천둥소리 Donner (2000–2001), Originaltitel: Hŏ Kyun, seine letzten 19 Tage
- 불멸의 이순신 Der unsterbliche Yi Sunsin (2004–2005)
- 서러워라, 잊혀진다는 것은 Es ist traurig vergessen zu werden (2005)
- 황진이 Hwang Chin-i (2006) Originaltitel: Ich, Hwang Chin-i
- 조선명탐정: 각시투구꽃의 비밀 Detective K: Im Auftrag des Königs (2011), Originalwerk: Das Geheimnis der tugendhaften Witwe (열녀문의 비밀)
- 가비 Gabi (2012) Originaltitel: Russischer Kaffee (노서아 가비)

### Übersetzungen

#### Französisch
- Les Romans meurtriers, Philippe Picquier (2012) ISBN 978-2809703450